# Réserve naturelle nationale des Contamines-Montjoie
La réserve naturelle nationale des Contamines-Montjoie (RNN38) est une réserve naturelle nationale située en Haute-Savoie. Créée en 1979, elle s'étend sur 5 500 hectares entre 1 100 et 3 892 mètres d'altitude, ce qui en fait la plus haute réserve naturelle de France.

## Localisation

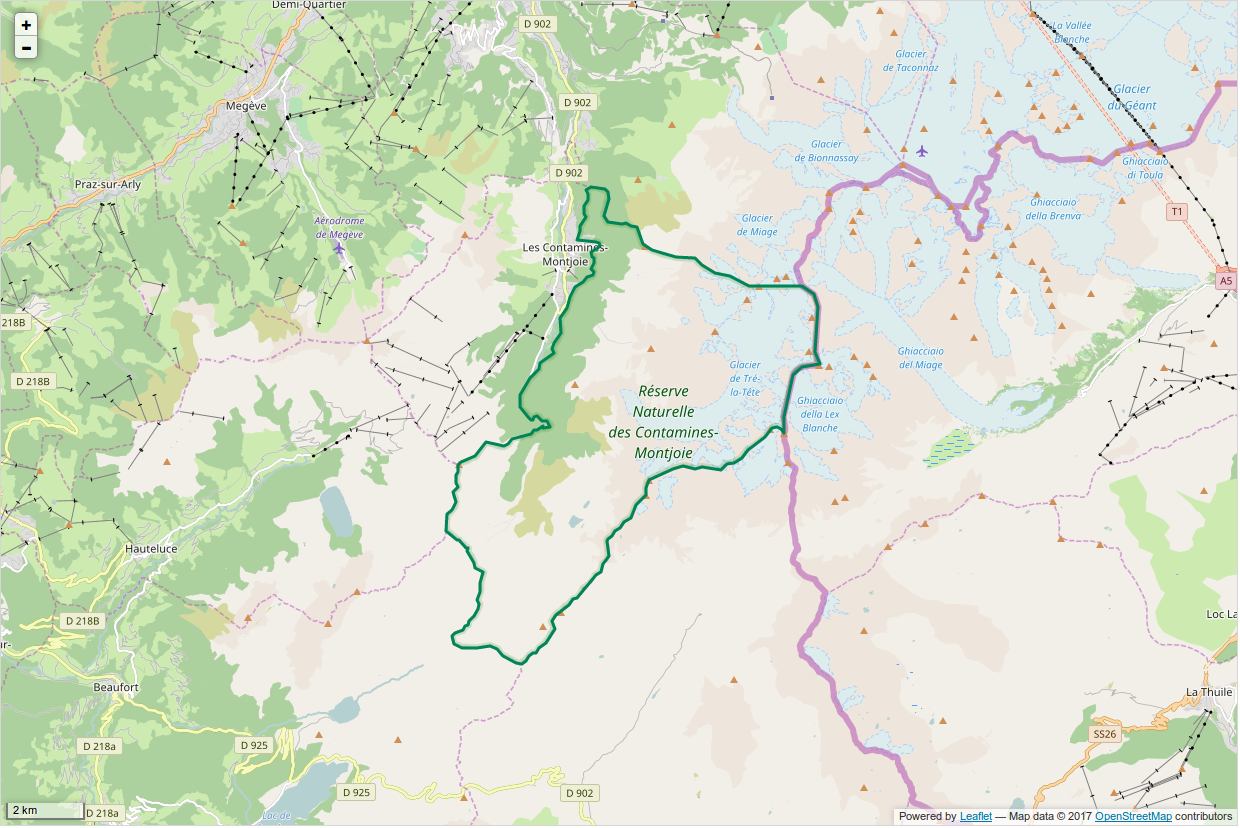
Périmètre de la réserve naturelle.

La réserve naturelle se trouve en Haute-Savoie dans le fond du Val Montjoie sur la bordure sud-ouest du massif du Mont-Blanc. Son territoire située sur la commune des Contamines-Montjoie s'étage de 1 100 mètres sur les bords du Bon Nant à 3 892 mètres d'altitude à l'Aiguille de Tré la Tête ce qui constitue le plus grand dénivelé des réserves naturelles de France.
La réserve naturelle est coupée par la vallée de l'Arve des autres réserves naturelles alpines de Haute-Savoie (Sixt Passy, Passy, Carlaveyron, Aiguilles Rouges, Vallon de Bérard) qui forment un ensemble contigu de 15 000 hectares.

## Histoire du site et de la réserve

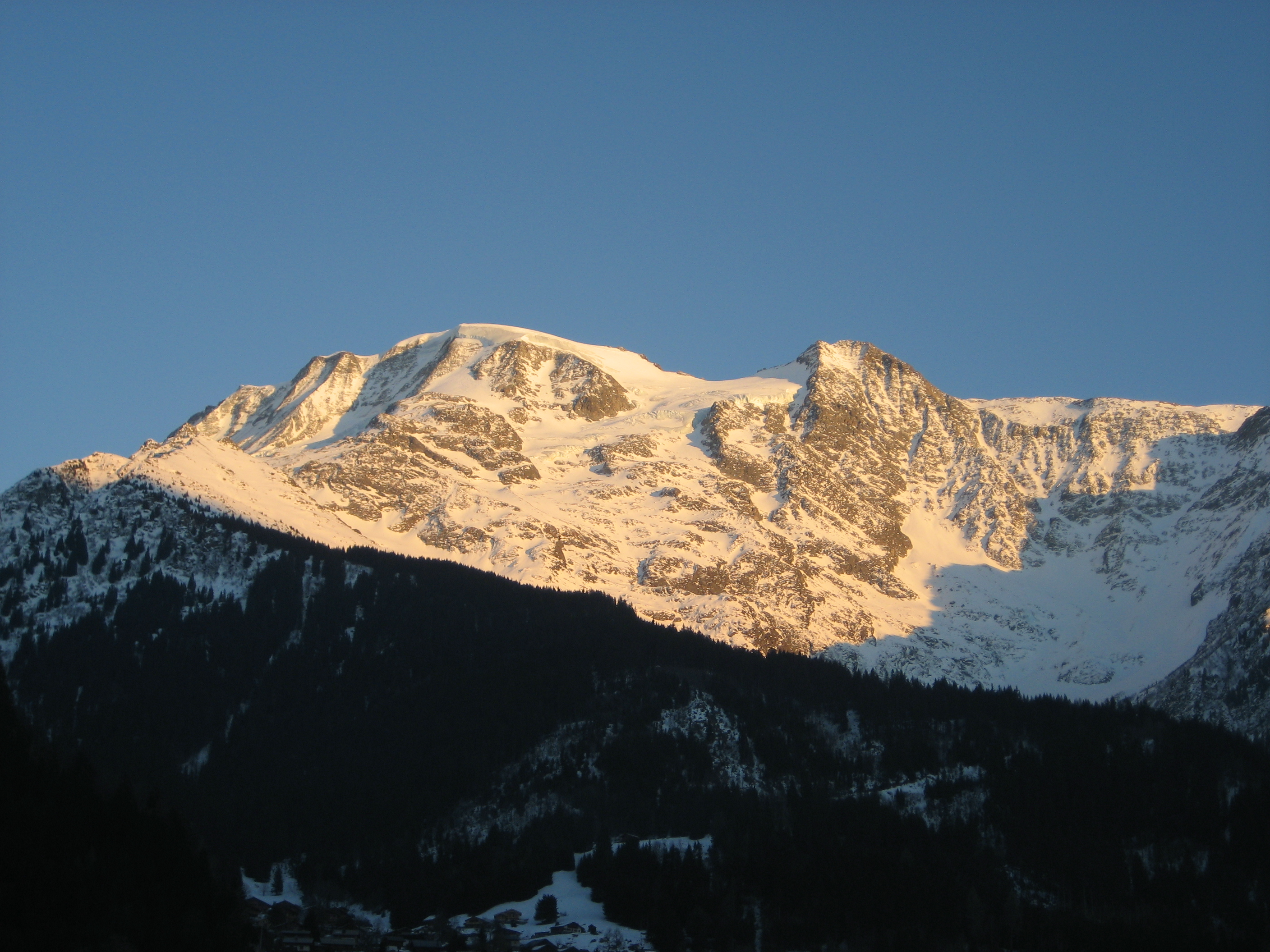
La réserve naturelle des Contamines-Montjoie comprend de grandes zones glaciaires, notamment les Dômes de Miage.

En Haute-Savoie, depuis 1970, une politique active en leur faveur a abouti à la création de neuf réserves naturelles. Aux Contamines-Montjoie, c'est vers 1972, lors de l'élaboration du premier plan d'occupation des sols, que les idées ont pris corps. Les élus ont voulu assurer un développement mesuré d'une zone habitée en fond de vallée, favoriser une bonne utilisation du domaine skiable sur la rive gauche du Bon Nant et enfin préserver la qualité de l'autre rive. L'enquête publique a lieu en 1976 et le décret de création est promulgué en 1979. L'association « Les Amis de la Réserve Naturelle des Contamines-Montjoie » voit le jour en 1983.

## Écologie (biodiversité, intérêt écopaysager…)
Le territoire de la réserve naturelle qui s'étend de l'étage montagnard à l'étage nival, mêlé à des affleurements géologiques à la fois calcaires et siliceux donne, sous l'effet de l'érosion, un paysage très contrasté et une grande variété de sols et de végétaux. Le site est caractérisé par la grande extension des pelouses, des zones rocheuses (éboulis, rochers) et des glaciers (21 % de la surface), par la présence de beaux groupements humides (tourbières à sphaignes, marécages alpins et lacs) et par une forêt presque exclusivement composée d'épicéas (la forêt couvre environ 13 % du territoire de la Réserve). Le col du Bonhomme situé dans la partie sud de la Réserve est le témoin d'une zone de contact entre une partie du socle cristallin du massif du Mont-Blanc et la couverture sédimentaire alpine, plissée et déplacée. Cette zone est particulièrement intéressante pour la compréhension de l'histoire du massif du Mont-Blanc. Dans ce cadre magnifique, l'eau est omniprésente, glaciers, lacs, torrents, tourbières, donnant à cette Réserve Naturelle un cachet particulier. L'occupation humaine du Val Montjoie est très ancienne comme en témoigne la voie romaine depuis Notre-Dame-de-la-Gorge, itinéraire du GR5 et du Tour du Mont-Blanc

### Climat

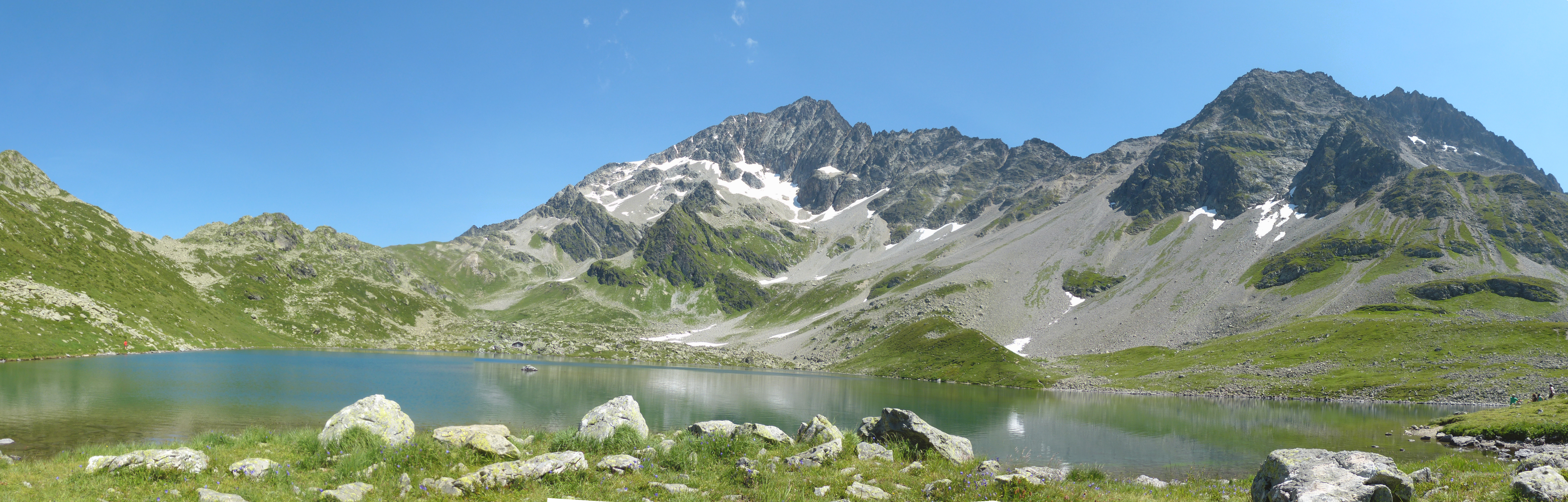
Le lac Jovet inférieur et le mont Tondu

La vallée des Contamines-Montjoie se situe entre deux zones climatiques assez bien définies, la zone de précipitations élevées des Alpes nord-occidentales et la zone des vallées internes, au climat plus continental et plus sec. Cette situation se traduit par une grande inconstance des étés et des hivers. L'orientation Nord-Sud de la vallée favorise les échanges d'air chaud ou froid en fonction du sens du vent, ce qui engendre des variations sur les températures mais également sur l'hygrométrie.
Les températures moyennes mensuelles minimales et maximales sont respectivement de -5,5 °C (janvier) et 21,6 °C (juillet). On compte deux maximums de précipitations, en hiver et en été. Pour la neige, la hauteur cumulée à 1 165 m atteint 330 cm pour 117 jours de neige au sol. La réserve naturelle compte quelques couloirs d'avalanche.

### Géologie
La réserve naturelle offre une grande diversité de terrains et de structures géologiques : socle cristallin du Mont-Blanc et ses couvertures, nappe de charriage de Roselette. Les déformations héritées des orogenèses hercynienne et alpine ont conditionné les formations glaciaires quaternaires anciennes et actuelles ainsi que l’exploitation humaine liée à la géologie (mines, travaux de captage,….).

### Flore
La réserve naturelle compte plus de 660 espèces végétales, dont 56 sont endémiques aux Alpes.
Parmi les 59 plantes rares et/ou protégées, on compte au niveau national, le Lycopode des Alpes, l'Ancolie des Alpes, la Drosera à feuilles rondes, le Saule de Suisse, les Androsaces des Alpes, de Suisse, pubescente et de Vandell, le Rhapontique scarieux, la Laiche à petites arêtes, l'Épipogon sans feuilles.
Au niveau régional : le Silène de Suède, le Saule glauque, la Pyrole intermédiaire, le Saxifrage cotyledon, le Saxifrage de Séguier, la petite Utriculaire, l'Armoise boréale, le Jonc arctique, la Laiche pauciflore, le Rhynchospore blanc, le Scirpe de Hudson, la Fétuque jolie, l'Orchis nain et l'Orchis de Traunsteiner.
L'épicéa est l'espèce principale de la forêt montagnarde des Contamines-Montjoie. Plus haut, les arbres cèdent la place à la lande, royaume du rhododendron, de l'airelle, du genévrier…

### Faune

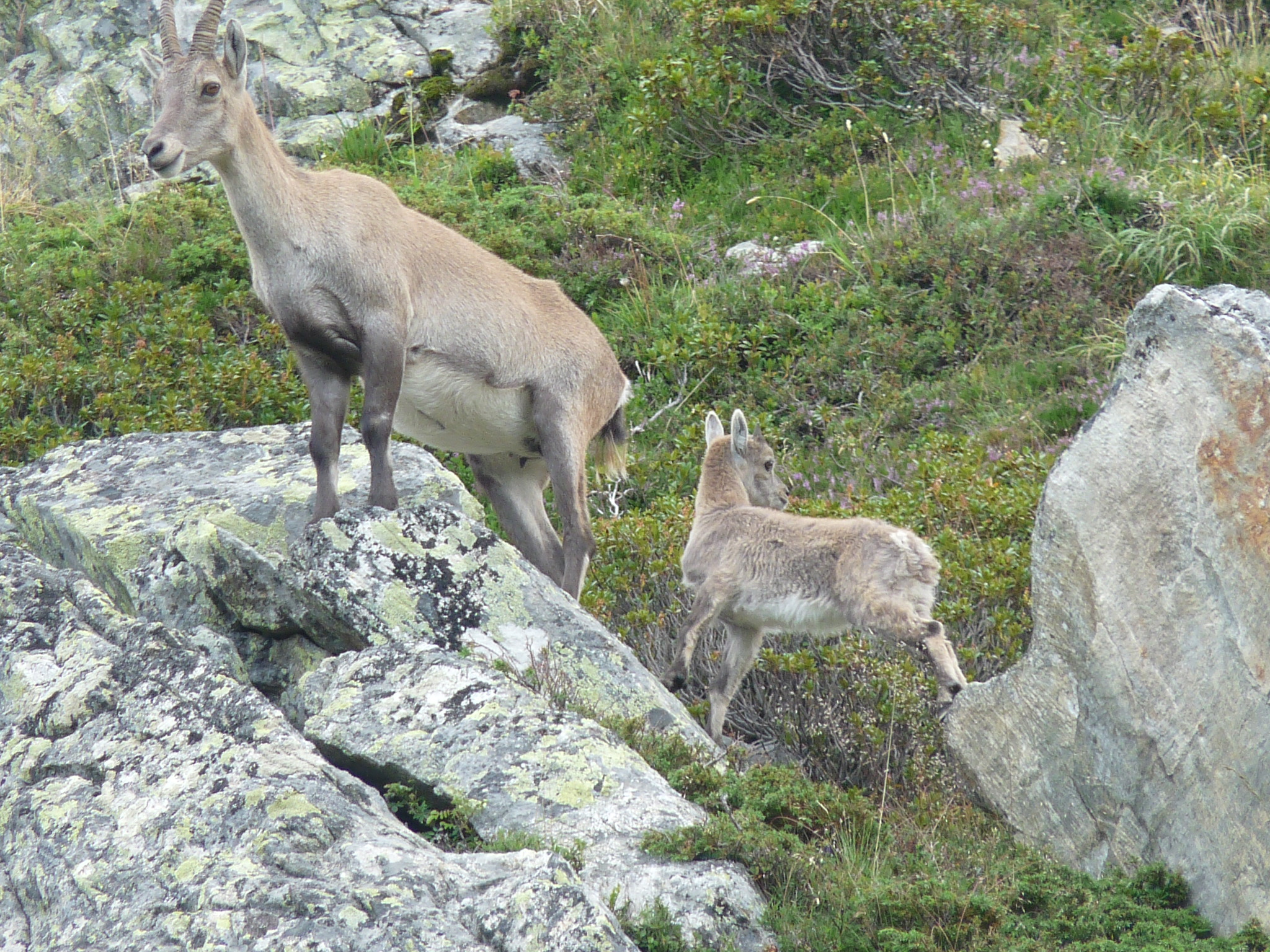
Femelle bouquetin

Plusieurs espèces d'oiseaux typiques des falaises et des rochers et à haute valeur patrimoniale sont présentes en Réserve Naturelle : aigle royal, faucon pèlerin, tichodrome échelette, chocard à bec jaune, crave, grand corbeau,…. Ils sont également quasiment tous nicheurs. Il faut également citer la présence occasionnelle du gypaète barbu et la potentialité du pic tridactyle.
La partie basse de la réserve naturelle accueille la faune habituelle de la forêt (cerf, chevreuil, blaireau…) puis la faune typique des Alpes se décline au gré de l'altitude et des différents milieux (marmotte, chamois, bouquetin, loup, aigle royal…). Les oiseaux apprécient la réserve naturelle : 87 espèces, dont 58 nicheurs, sont recensées.

## Intérêt touristique et pédagogique
Près de 70 km de sentiers parcourent la réserve naturelle. Elle comprend également 3 refuges : Les Conscrits, Tré la Tête et les Prés. Des panneaux d'accueil et d'information sont en place aux points d'accès principaux : Notre-Dame de la Gorge, chemin du Cugnon, parking de la Frasse.
Sur le territoire de la réserve naturelle se trouvent des captages d'eau alimentant par galeries le barrage de la Girotte. La prise d'eau supérieure au niveau du glacier de Tré la Tête a été construite dans les années 1940. Elle était la première prise d'eau sous-glaciaire en Europe mais le glacier a reculé depuis la mettant à l'air libre.

## Administration, plan de gestion, règlement
Après avoir été gérée par l'association « Les Amis de la Réserve Naturelle des Contamines-Montjoie », dissoute en 2014 à la suite de la suppression de sa subvention de fonctionnement par la nouvelle équipe municipale, la réserve naturelle  des Contamines-Montjoie est gérée par ASTERS, le Conservatoire d'espaces naturels de Haute-Savoie dans le cadre du plan de gestion 2015-2019.
La réglementation interdit la cueillette des plantes et le ramassage des fossiles, les chiens non tenus en laisse et tout survol à moins de 300m du sol, tandis que la chasse, le bivouac aux lieux-dits La Rollaz et La Balme, la circulation des véhicules à moteur nécessaires pour les alpages, la forêt ou les refuges sont autorisés.

### Outils et statut juridique
La réserve naturelle a été créée par un décret du 29 août 1979.
Le site fait également partie de différents zonages réglementaires :
- Site classé du Mont-Blanc
- ZNIEFF de type 1 n° 7499 066
- ZNIEFF de type 1 n° 7401 070
- SIC Natura 2000[7]